# 대전 현대프리미엄아울렛 화재
대전 현대프리미엄아울렛 화재는 2022년 9월 26일 오전 7시45분쯤 현대프리미엄아울렛 대전점에서 시작된 화재로 7명이 사망하고 1명이 중상을 입었으며 1명이 실종된 사고이다. 이 화재로 인하여 인근 숙박동 투숙객과 종사자 등 110명이 대피하였다. 화재 발생 당시에는 개장 시간 전이어서 외부 손님은 없었던 것으로 확인된다.

## 대응
소방 당국은 오전 7시 58분경 대응 2단계를 발령하고 장비 49대와 인력 357명을 투입해 진화 작업을 시작했다. 대응 2단계는 인접 소방서 5~6곳에서도 인력 및 장비가 동원된다.

## 원인
화재 원인은 지하주차장에 있던 화물차의 배기구 과열로 밝혀졌다. 화물차 안의 매연저감장치가 쌓인 먼지를 태우는 과정에서 고열이 발생하여 배기구가 과열되면서 인근 종이 상자에 불이 붙은 것으로 화재가 시작되었다. 또한 경보시설의 오작동을 이유로 경보시설을 꺼놓은 것으로 인해 피해를 키웠다.

## 현대의 반응
정지선 현대백화점그룹 회장이 26일 오전 해당사고에 대해 "무거운 책임감을 통감한다"며 사과했다.
26일 오후 4시 정 회장은 "오늘 저희 현대프리미엄아울렛 대전점에서 발생한 지하 주차장 화재 사고로 유명을 달리 하신 고인분들과 유가족분들께 깊은 애도와 사죄의 말씀을 올립니다.
또한 화재 사고로 입원 중이신 직원분과 지역주민들께도 머리 숙여 사죄의 말씀을 올립니다. 현재 실종자분들의 안전한 귀환을 진심으로 바라며, 입원 중이신 직원분이 하루 속히 건강을 회복하시길 기원하겠습니다.
저희 현대백화점은 이번 사고에 무거운 책임감을 통감하며, 사고의 수습과 정확한 원인 규명을 위해 관계 당국에 최대한 협조할 것입니다.
또한 향후 경찰서, 소방서 등 관계 당국의 조사에 성실히 임할 것이며, 어떠한 책임도 회피하지 않겠습니다.
다시 한번 이번 화재 사고로 피해를 입으신 모든 분들과 지역주민 여러분께 거듭 사죄드립니다." 라는 내용의 사과문을 전달했다.

## 같이 보기
- 현대아울렛
- 한국타이어 대전공장 화재